# Dietz Bering
Dietz Bering (* 3. September 1935 in Münster, Westfalen) ist ein deutscher Historiker und Sprachwissenschaftler, der vor allem mit seinen Büchern über die Begriffsgeschichte des Intellektuellen und Der Name als Stigma über Antisemitismus und Namensgebung in Deutschland bekannt wurde. Er lehrte bis zu seiner Pensionierung als außerplanmäßiger Professor an der Universität zu Köln Ältere Sprache und Literatur.

## Leben
Bering studierte in Münster und Berlin zunächst Rechtswissenschaft und absolvierte dann das Staatsexamen für das Lehramt in Deutsch und Geschichte. Anschließend war er als Assessor an einem Gymnasium tätig. Er wurde 1977 an der Freien Universität Berlin promoviert und habilitierte sich 1986 an der Universität zu Köln. Im akademischen Jahr 1981/82 war Bering Gründungs-Fellow am Berliner Wissenschaftskolleg und später Gastprofessor an der Sorbonne Nouvelle. Seit dem Jahr 2000 ist er pensioniert.
Bering war in Berlin mit Benno Ohnesorg und dessen Frau befreundet und hat über die Ereignisse, die zum Tod von Ohnesorg führten, berichtet.

## Auszeichnungen
- 1989: Jahrespreis der Henning-Kaufmann-Stiftung zur Förderung der deutschen Namenforschung auf sprachgeschichtlicher Grundlage[3]
- 1997: Köln-Preis der Universität zu Köln und der Stadt Köln[4]
- 2012: „Geisteswissenschaften International – Preis zur Förderung der Übersetzung geisteswissenschaftlicher Werke“ durch den Börsenverein des Deutschen Buchhandels, die Fritz Thyssen Stiftung und das Auswärtige Amt (Übersetzung Die Epoche des Intellektuellen ins Russische)[5]

## Schriften (Auswahl)
(Quelle: )
- Die Intellektuellen. Klett-Cotta, Stuttgart 1978, ISBN 3-12-910270-1 (eden.one. Zusammenfassung).
- Der Name als Stigma. Antisemitismus im deutschen Alltag 1812–1933. Klett-Cotta, Stuttgart 1987, ISBN 3-608-91450-1. Englische Ausgabe: Polity Press, Cambridge 1992 (eden.one.  Zusammenfassung).
- Kampf um Namen. Bernhard Weiß gegen Joseph Goebbels. Klett-Cotta, Stuttgart 1991, ISBN 3-608-91350-5.
- Die Epoche der Intellektuellen 1898–2001. Geburt – Begriff – Grabmal. Berlin University Press, Berlin 2010, ISBN 978-3-940432-91-9
  - (Markus Schwering: Abschied von den Intellektuellen FORSCHUNG Dietz Berings profunde Mentalitätsgeschichte des 20. Jahrhunderts. Rezension. In: Kölner Stadt-Anzeiger. 20. Oktober 2010, S. 22, archiviert vom Original (nicht mehr online verfügbar) am 21. Oktober 2010.).
- War Luther Antisemit? Das deutsch-jüdische Verhältnis als Tragödie der Nähe. Berlin University Press, Berlin 2014, ISBN 978-3-86280-071-1.